# Maria Àngels Vallvé Ribera
Maria Àngels Vallvé Ribera és una exagent de borsa i notària catalana. Fundadora de la companyia de borsa GVC el 1986.

## Biografia
Nascuda a Barcelona el 1942, és llicenciada en Ciències Econòmiques i en Dret per la Universitat de Barcelona. És filla de l'enginyer industrial, empresari i promotor cultural Joan Vallvé i Creus i Mercè Ribera Rovira. Casada amb el catedràtic de Teoria Econòmica, economista i polític Joan Hortalà Arau, és mare de cinc fills: Joan, Carme, Mercè, Rafael i Joaquim.

## Trajectòria
Maria Àngels Vallvé i Ribera va ser la primera dona agent de canvi i borsa a Espanya el 1971. Després de la seva llicenciatura en Econòmiques i Dret, es va especialitzar com a actuària d'assegurances i analista financera.
Un cop aprovada la Llei de Reforma del Mercat de Valors el 1989, va exercir com a corredora de comerç i des de l’any 2000 i fins al 2012, com a notaria a la plaça de Barcelona, arran de la fusió d’ambdós cossos.
El 1986 va ser sòcia-fundadora de GVC, empresa de serveis d'inversió, dedicada a la intermediació borsària i la gestió d’actius. El 2007 GVC va comprar la companyia Gaesco. Posteriorment va integrar la divisió d'intermediació institucional de Bankia Borsa.

## Liceu de Barcelona
Va ser una de les deu primeres dones que, a l’any 2000, van demanar l’ingrés al Cercle del Liceu de Barcelona. Va formar part de la seva junta de govern.
El 2009 es va integrar la comissió de comptes creada ex professo per la nova junta directiva de l'Orfeó Català i la comissió delegada de la Fundació Orfeó Català-Palau de la Música, constituïda per l’exagent de canvi de la borsa barcelonina, Maria Àngels Vallvé i Ribera, l'empresari Leopoldo Rodés i el financer Ignasi García Nieto, per tal de donar viabilitat a l’entitat.